# Polarimeter

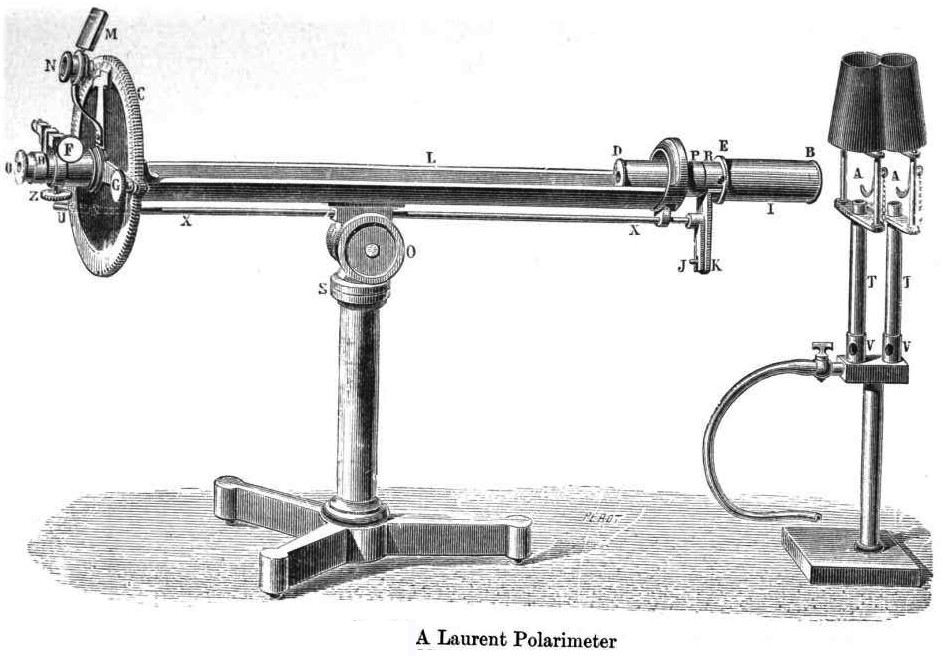
Polarimeter von 1912

Ein Polarimeter ist ein Gerät der Polarimetrie zur Messung der Drehung der Polarisationsebene von linear polarisiertem Licht durch optisch aktive Substanzen. Der gemessene optische Drehwinkel α ist von der intrinsischen Eigenschaft der untersuchten Substanz und deren Konzentration abhängig. Polarimeter werden oft zur quantitativen Bestimmung der Konzentration von optisch aktiven Stoffen in Lösungen verwendet, wie beispielsweise zur Bestimmung des Zuckergehalts einer wässrigen Lösung (Saccharimetrie).

## Prinzip
Hauptbestandteile des Polarimeters sind Polarisator und Analysator. Hinzu kommen geeignete Lichtquellen, vorwiegend Spektrallampen mit ausgewählten Filtern oder Monochromatoren. Die Messung erfolgt, indem man bei Verwendung eines einfachen Polarisators den Analysator vor Einbringen der drehenden Substanz auf größte Dunkelheit einstellt und diese Einstellung nach dem Einbringen der Substanz wiederholt.
Ein Polarimeter misst den Winkel {\displaystyle \alpha }, um den die Schwingungsebene des linear polarisierten Lichts beim Durchtritt durch die Lösung einer chiralen Substanz gedreht wird. Der Wert hängt ab von der Konzentration der Lösung und der Struktur der Substanz. Weitere Parameter sind die Länge der Messzelle, die Wellenlänge der Lichtquelle sowie die Temperatur und das Lösungsmittel. Damit gemessenen Werte vergleichbar sind, hat man die spezifische Drehung, den sogenannten Drehwert, als Standard für die optische Aktivität einer Verbindung eingeführt.
Ein Polarimeter ist meistens aus zwei Nicolschen Prismen aufgebaut. Der feste Polarisator polarisiert das Licht der Lichtquelle linear. Der drehbare Analysator dahinter dient dazu, die Lage der Polarisationsebene festzustellen.
Kreuzt man die beiden Polarisationsfilter, so kann kein Licht passieren; das Gesichtsfeld, auf das der Betrachter sieht, bleibt dunkel. Bringt man die Probensubstanz zwischen die beiden Polarisationsfilter, kommt es in Abhängigkeit vom Drehwert, zu einer Aufhellung, welche die Messung des Drehwerts ermöglicht.
Ein häufig verwendetes Messgerät ist das Halbschattenpolarimeter nach F. Lippich. Bei diesem wird ein Teil des Lichts, das in A einfällt, vorher von einem Hilfsprisma H leicht gedreht (1° bis 10°). Dadurch sieht man zwei „Halbbilder“.

Abbildung 1

Abbildung 2

Polarisator P und Analysator A sind Nicolsche Prismen, wobei P fest und A drehbar ist.
Wenn A und P parallel sind, ist die Abbildung hell; ein um 90° gedrehter A verdunkelt das Bild. Sind A und P gekreuzt, ist die eine Hälfte dunkel, während die andere Hälfte hell ist.
Dreht man nun A um 360°, so erscheinen abwechselnd Gebiete großer und kleiner Gesamthelligkeit (insgesamt 4).
Die beschriebene Anordnung (Abbildung 1 und 2) ist nur eine von vielen Möglichkeiten, ein Polarimeter aufzubauen. Bei anderen Anordnungen wird der Polarisator P gedreht, während der Analysator A fest steht, auch können beide Teile gleichzeitig gedreht werden.
Statt einer langsamen Drehung kann auch ein polarisierendes Element schnell rotieren, mit einem Detektor an Stelle des Auges lässt sich dann eine sinusartige Variation {\displaystyle (\sin ^{2}(t))} der Helligkeit registrieren. Aus der Phasenverschiebung gegenüber dem Signalverlauf ohne Probe wird dann der Drehwert bestimmt.

### Messvorgang
Ein im Polarisator polarisierter Lichtstrahl geht durch den Analysator ungeschwächt hindurch, wenn die Schwingungsebene des Analysators gegen die des Polarisators um den Winkel {\displaystyle \beta =0}  bzw. {\displaystyle 180^{\circ }} gedreht ist; bei {\displaystyle \beta =90^{\circ }} bzw. {\displaystyle 270^{\circ }} tritt kein Licht durch. Bei den dazwischen liegenden Drehwinkeln wird das Licht geschwächt.
Zur Messung werden beide Polarisatoren zunächst gekreuzt eingestellt ({\displaystyle \beta =90^{\circ }}), so dass kein Licht durch den Analysator dringt. Mit dem Einbringen einer optisch aktiven Probelösung wird die Ebene um einen Betrag gedreht, und der Analysator wird wieder lichtdurchlässig.
Die eigentliche Messung geschieht dadurch, dass der Analysator um den Winkel {\displaystyle \alpha } zurückgedreht wird, bis kein Licht mehr in den Analysator mehr durchtritt (maximale Dunkelheit).
Der gemessene Winkel entspricht dann der optischen Drehung durch die Probenlösung.

## Automatische Polarimeter
Die korrekte Messung des Drehwertes mit einem manuellen Polarimeter ist zeitintensiv und setzt Erfahrung voraus. Besonders im industriellen Bereich und in Labors mit einer großen Anzahl von Messungen werden automatische, elektronisch gesteuerte Polarimeter verwendet. Ihre geringe Messzeit von bis zu einer Sekunde pro Messung und eine Computerschnittstelle erlauben Messreihen.

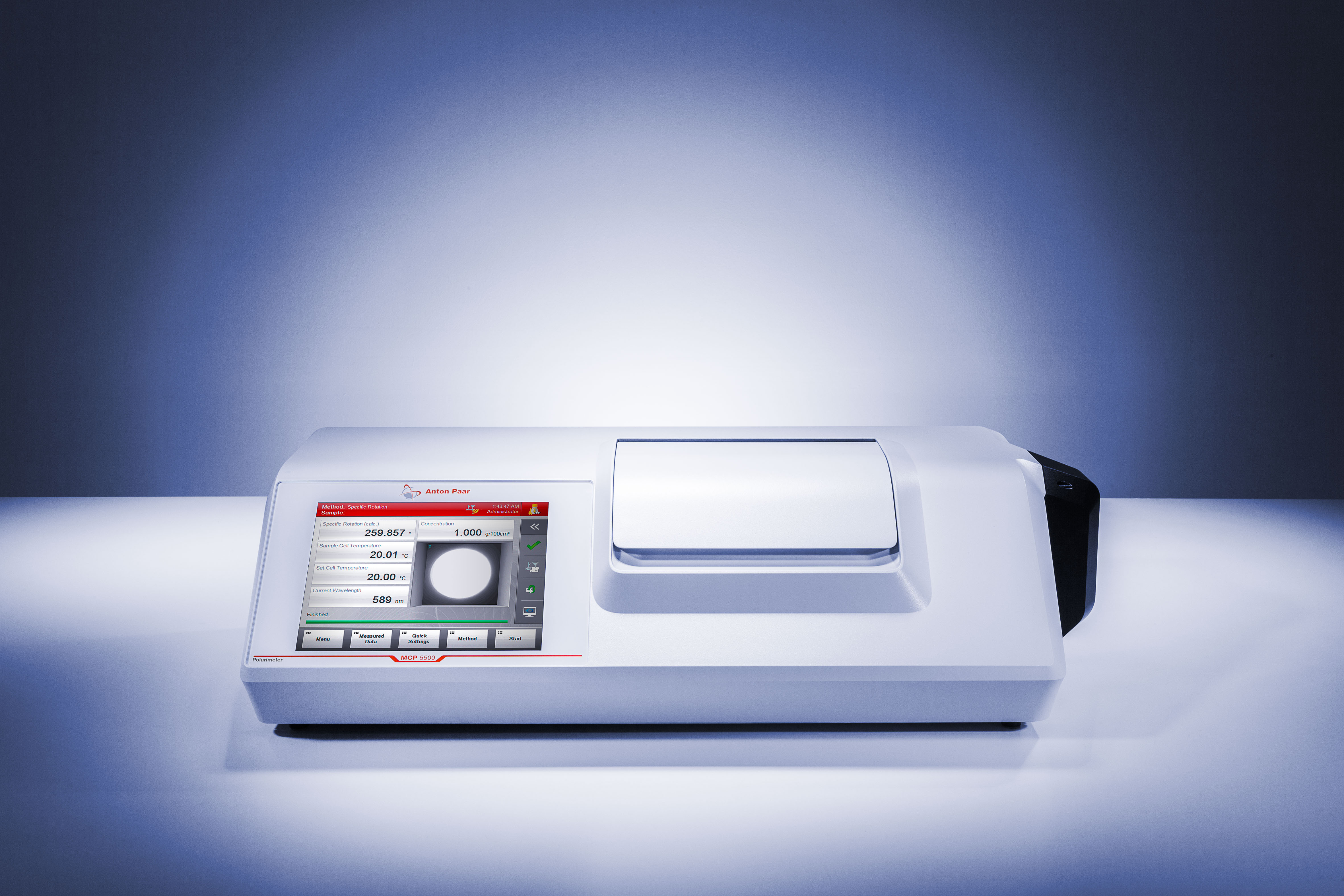
Automatisches Polarimeter mit Touchscreen und Kamerabild der befüllten Messzelle

## Angabe des Messwertes
Da viele Faktoren (Schichtdicke der Probe, Lösungsmittel, Temperatur, Wellenlänge des Lichts usw.) den Drehwert {\displaystyle \alpha } beeinflussen, gibt man zum Vergleich verschiedener Proben/Substanzen den Drehwert bezogen auf die Konzentration und die durchstrahlte Probendicke als spezifischen Drehwinkel bzw. spezifische Drehung {\displaystyle \left[\alpha \right]} an. Dieser wird häufig ebenfalls in Grad oder dimensionslos angegeben, in diesem Fall ist der spezifische Drehwinkel {\displaystyle \left[\alpha \right]} normiert auf 10 cm Schichtdicke, 100 ml Lösungsmittel und 1 g optisch aktiver Substanz fest.
Der Drehwert α und somit der spezifische Drehwinkel {\displaystyle \left[\alpha \right]} sind abhängig von der Frequenz des Lichts, der Temperatur, des eingesetzten Lösungsmittels sowie ggf. von der Konzentration, daher werden diese maßgebenden Parameter ebenfalls angegeben. Gemessen wird in der Regel bei 589 nm (Natrium-D-Linie), aber auch bei anderen Wellenlängen. Wegen der Temperaturabhängigkeit des Drehwertes wird in der Regel thermostatisiert bei 20 °C, 22 °C oder 25 °C gemessen; wobei man auch andere Angaben in der Literatur findet. Zur Angabe des Drehwertes α einer chiralen Substanz werden die Messbedingungen angegeben.
Beispiele:
1. {\displaystyle \left[\alpha \right]_{\text{D}}^{25}=+28\mathrm {\ (c=2;\ H_{2}O)} } → positives Vorzeichen, 25 °C Messtemperatur, gelbes Natriumlicht (Natrium-D-Linie), Konzentration 2 g Substanz gelöst zu 100 ml in Wasser.
2. {\displaystyle \left[\alpha \right]_{589}^{20}=-147\mathrm {\ (c=4;\ CHCl_{3})} } → negatives Vorzeichen, 20 °C Messtemperatur, 589 nm Wellenlänge, Konzentration 4 g Substanz gelöst zu 100 ml in Chloroform.

## Interferenzfilter in Polarimetern
Mit Hilfe von Interferenzfiltern ist es möglich, die exakte Wellenlänge von Kreispolarimetern einzustellen. Die Herstellgenauigkeit der hier verwendeten Filter liegt bei ±2 nm. Daher ist es in der Polarimetrie üblich, sich die Winkelabhängigkeit dieser Filter zunutze zu machen. Hierbei setzt man beispielsweise Filter mit etwas größerer Zentralwellenlänge ein und kann durch feinfühliges mechanisches Verkippen des Filters die Zielwellenlänge einstellen. Dies wird mit Hilfe zertifizierter Quarzplatten mit bekannter optischer Drehung während der Einstellung laufend überprüft. Diese Art von Wellenlängen-Justage funktioniert in der Regel zuverlässig – komplizierter gestaltet sich dies, wenn die Zentralwellenlänge über Tage oder Monate bei wechselnden Umgebungsbedingungen weiterhin auf 0,01 nm genau sein soll. Da sich Temperatur- und Alterungseffekte auf die Wellenlänge auswirken, ist eine ständige Überprüfung und Nachjustage notwendig.
Am Beispiel einer 26-%-Zuckerlösung führt eine Änderung der Wellenlänge um 0,03 nm zu 0,0035° Rotationsänderung bei einer Wellenlänge von 589 nm. Dieser Fehler wird noch verstärkt, wenn der gleiche Wellenlängenfehler bei 405 nm geschieht. Hier ist der Fehler schon 0,013° und übersteigt damit die geforderte Toleranz. Eine Substanz mit sehr hohem Drehwert führt zu entsprechend höheren Fehlern, wie beispielsweise D-(−)-Limonen. Unter kontrollierten Laborbedingungen – bei 20 °C oder aber zumindest konstanter Raumtemperatur – arbeiten Polarimeter mit der erwähnten Kippungstechnik relativ zufriedenstellend. Um eine stabile Wellenlänge zu gewährleisten, gibt es jedoch eine weitere Möglichkeit, die insbesondere für die Zuckerindustrie die große Ähnlichkeit der optischen Rotation des Quarzkristalls mit derjenigen wässriger Zuckerlösungen ausnutzt: die sogenannte Quarzkeilkompensation.

## Quarzkeilpolarimeter
Die Tatsache, dass die optische Rotationsdispersion (ORD) von Quarz nahezu identisch mit der einer Saccharose-Lösung ist, wird genutzt, um Zuckerpolarimeter von hoher Präzision herzustellen. Das Quarzkeilkompensations-Prinzip ist patentgeschützt und hat sich aufgrund seiner hohen Zuverlässigkeit in der Zuckerindustrie bis heute etabliert.
Dieses Polarimeter verwendet einen Quarzkeil, der im optischen Strahlengang verschoben wird. Polarisator und Analysator sind 90° zueinander fixiert. Das Gerät misst die Wegstrecke des Quarzkeiles, die die optische Rotation der Probe kompensiert. Anstelle des Winkelgebers eines Kreispolarimeters wird hier ein linearer Weggeber genutzt.
Dies ist ein der Firma Schmidt + Haensch eigenes Prinzip, das exklusiv verwendet wird. Da der Quarz und die Probe bei kleinen Verschiebungen der Wellenlänge gleich reagieren, werden diese Änderungen kompensiert, sodass der Effekt vernachlässigbar wird. Die sich ergebenden Vorteile sind demnach:
- Geringer Einfluss bei Wellenlängenverschiebungen
- Langzeitstabilität der Messwerte ohne Kalibrierung

Ein solches Gerät stellt damit ein höchst stabiles System für den Einsatz in der Zuckerindustrie dar, da es keinem Temperatureinfluss, keiner Alterung und keiner Justagenotwendigkeit unterliegt.

## Überprüfung von Polarimetern mit Quarzplatten

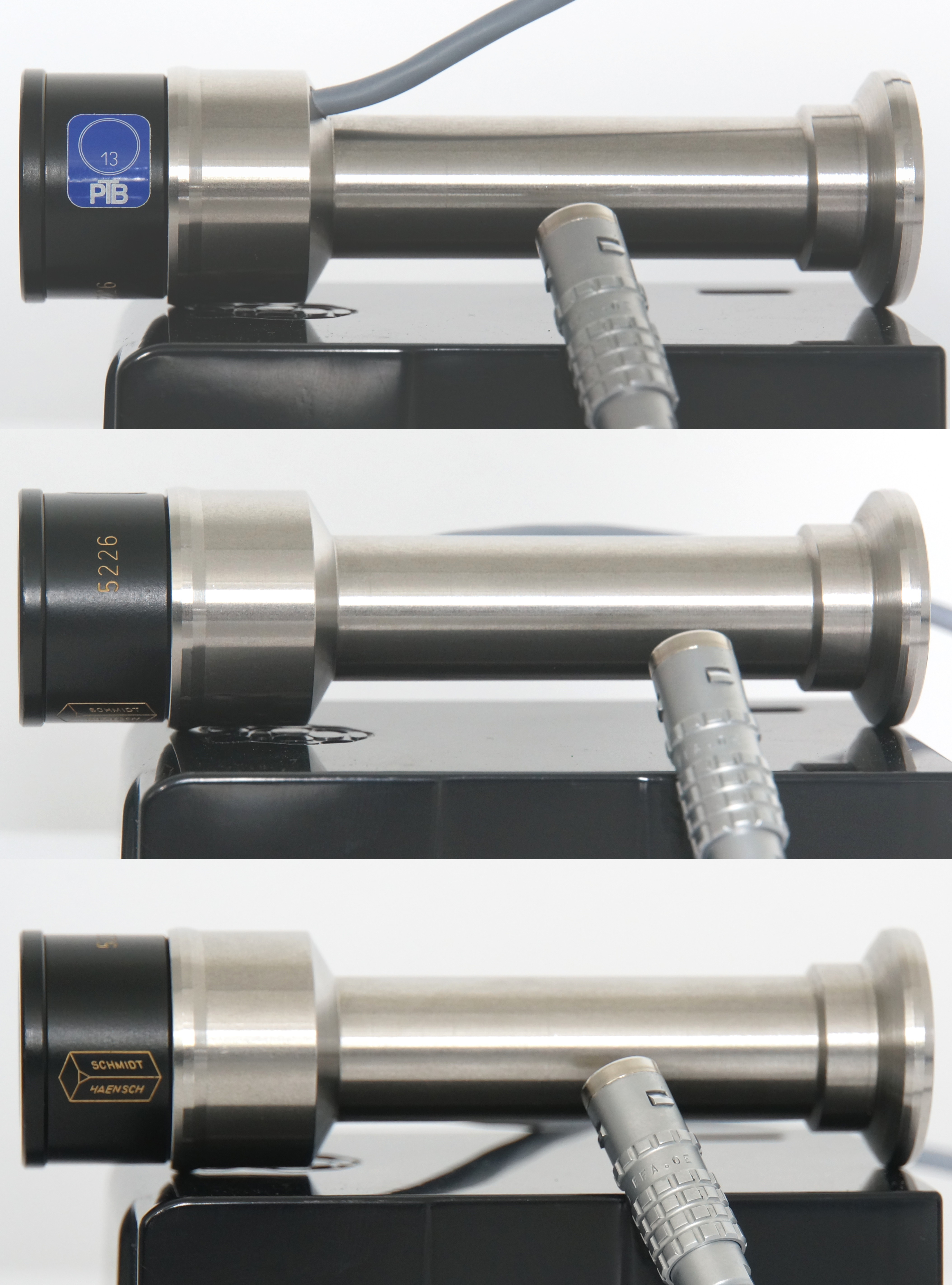
PTB zertifizierte Quarzkontrollplatte

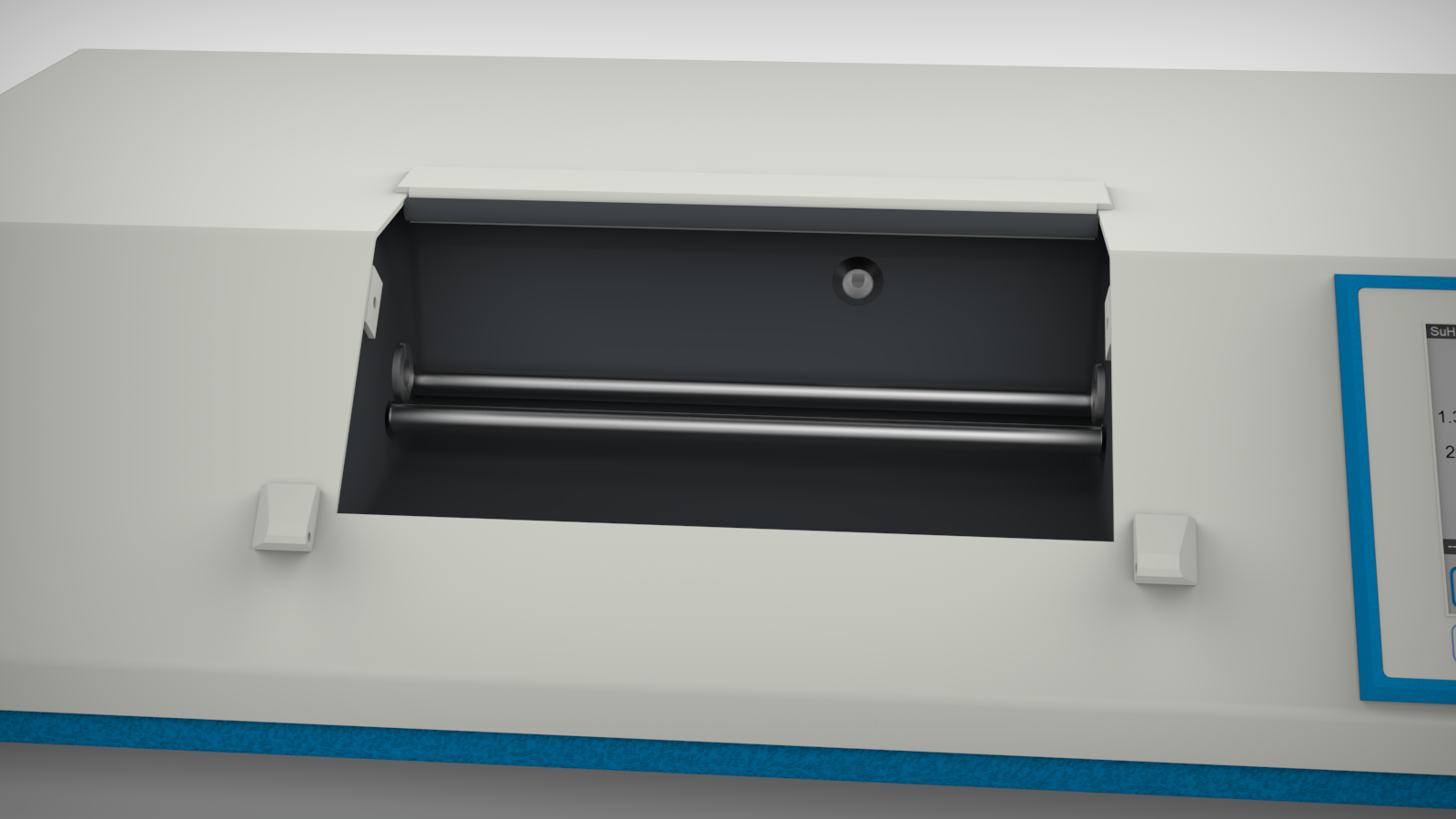
Probenraum eines modernen Polarimeters mit Küvettenauflage

Quarz, auch Tiefquarz oder α-Quarz genannt, ist ein Mineral mit der chemischen Zusammensetzung SiO2 und trigonaler Symmetrie. Durch die Kristallisation des Quarzes in einer enantiomorphen Struktur wird die Schwingungsebene des Lichtes, das einen Tiefquarz in Richtung der c-Achse durchquert, gedreht.
Die chemische Stabilität von Quarz ist äußerst hoch, er ist unlöslich in Wasser und lässt sich nur von Flusssäure und Sodaschmelzen angreifen. Die optische Transmission reicht von 160 nm bis 3000 nm. Die optische Aktivität (Drehung der Polarisationsebene des Lichtes) ist von der Wellenlänge, Temperatur und Dicke des Quarzes abhängig. Diese Eigenschaften machen Quarz zu einem idealen Material zur Überprüfung von Polarimetern.

### PTB-Quarzplatten
Diese Quarzkontrollplatten haben in Abhängigkeit von ihrer Dicke und Temperatur sowie der Wellenlänge des verwendeten Lichtes definierte Drehwerte. So lässt sich durch Anpassen der Dicke jeder beliebige Drehwert erzeugen und kann mit einem Präzisionspolarimeter bestimmt und mit einem Kalibrierschein dokumentiert werden. Die in Braunschweig ansässige Physikalisch-Technische Bundesanstalt (PTB) ist als einzig anerkannte staatliche Stelle für diese Erstzertifizierung von Quarzen ausgerüstet.
Die Kalibrierung bei der PTB erfolgt nach den Empfehlungen der ICUMSA (International Commission for Uniform Methods of Sugar Analysis) oder OIML (Internationale Organisation für das gesetzliche Messwesen). Eine dortige Kalibrierung besteht aus einer Vorprüfung, in der die grundsätzliche Kalibrierfähigkeit geprüft wird – die Quarzkontrollplatten müssen hinsichtlich ihrer Abmessungen, optischer Reinheit, Ebenheit, Planparallelität und Achsenfehler die erforderlichen Mindestanforderungen erfüllen. Im Anschluss daran wird der eigentliche Messwert, die optische Drehung, mit dem bei der PTB vorhandenen Präzisionspolarimeter bestimmt. Die erzielte Messunsicherheit liegt hier bei 0,001°.

### Prüfung mittels Quarzplatten
Allerdings weist auch Quarz optische Fehler auf. Dies können neben Zwillingsbildung und Versetzunglinien auch Einschlüsse, Achsenfehler und Inhomogenitäten sein. Solche Fehler wirken sich in der polarimetrischen Anwendung negativ auf die Messung aus. Da der Durchmesser des Messstrahls in einem modernen Polarimeter zwischen 1 mm und 6 mm variiert und dessen Intensitäts-Profil sich innerhalb des Probenraumes zusätzlich ändern kann, sind bei einem Quarz mit optischen Fehlern je nach Position im Probenraum sowie Rotation um die eigene Achse veränderliche Messwerte zu erwarten. Daher sollten bei der Überprüfung eines Polarimeters mittels einer Quarzplatte in jedem Fall mehrere Messungen in verschiedenen Positionen durchgeführt werden.